# Мюлаккер
Мюлаккер (нем. Mühlacker) — город в Германии, районный центр, расположен в земле Баден-Вюртемберг. 
Подчинён административному округу Карлсруэ и является самым большим городом района Энц, образуя таким образом центр для окружающих его общин (нем. Landgemeinde).  Население составляет 24 798 человек (на 31 декабря 2012 года). Занимает площадь 54,32 км². Официальный код  —  08 2 36 040.
Город подразделяется на 6 городских районов.

## Известные уроженцы и жители
- Седрик-Марсель Штебе (р. 1990) — теннисист

## Фотографии

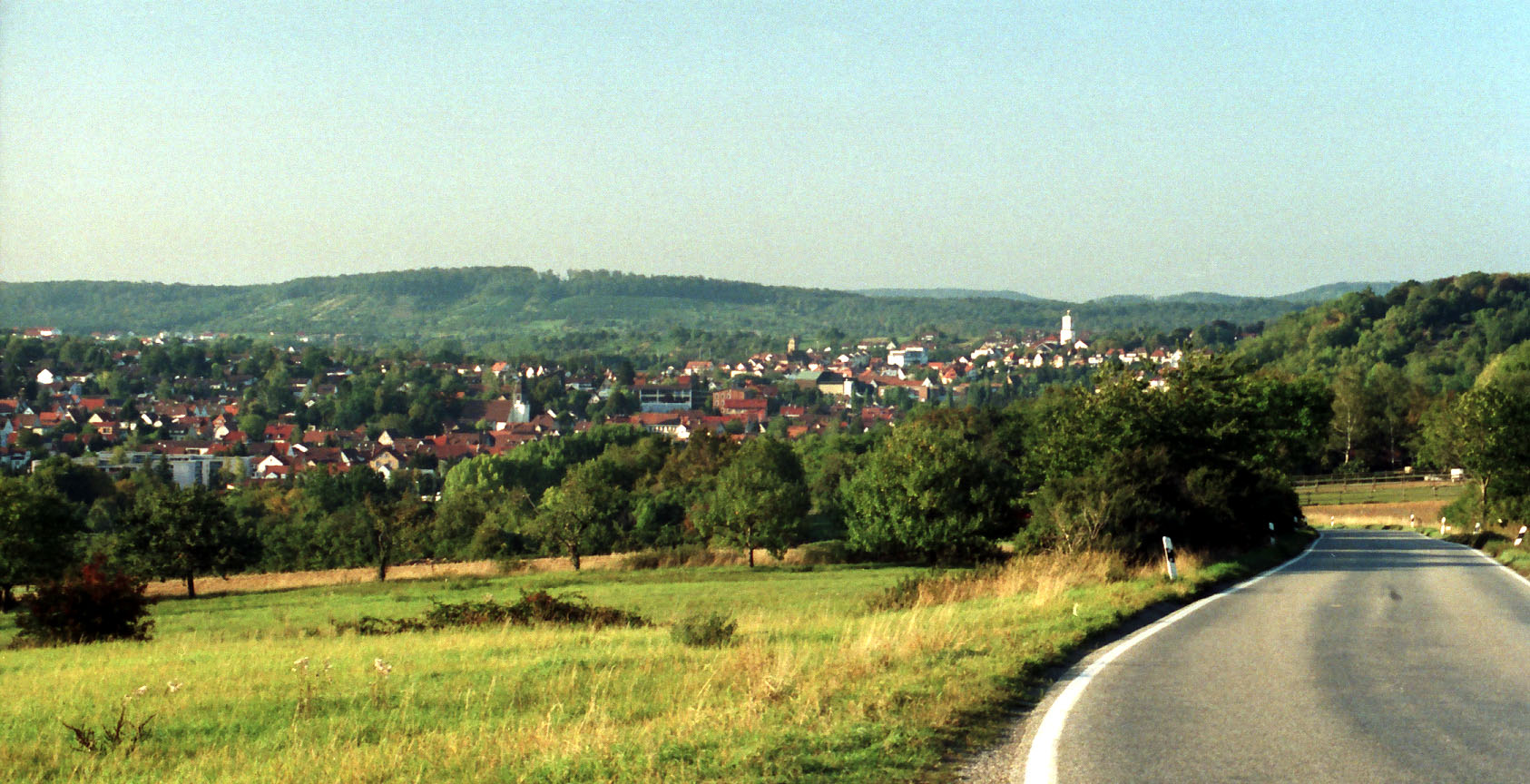
Церковь
Церковь
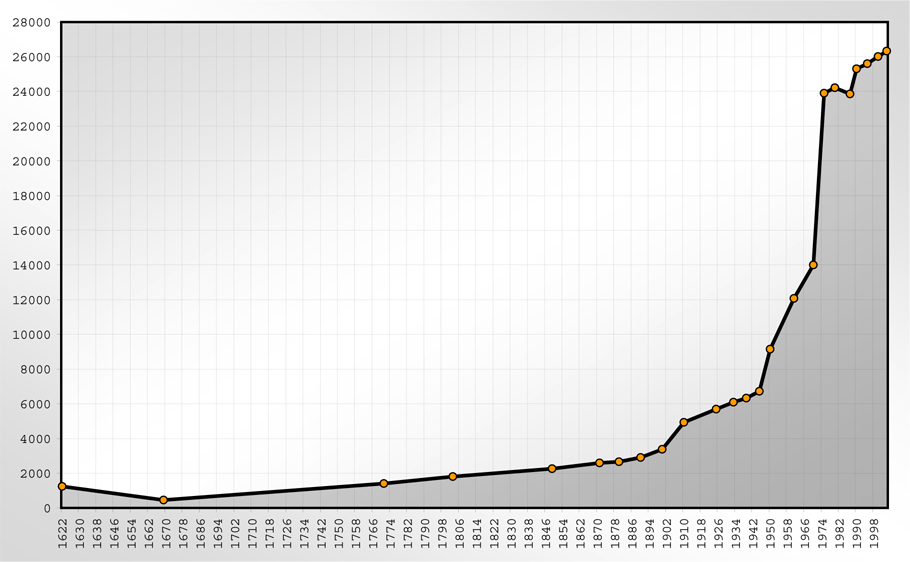